# Nicola Grimaldi (politico)
Nicola Grimaldi (Aversa, 20 novembre 1980) è un politico italiano.

## Biografia
Laureato in medicina e chirurgia, svolge la professione di medico.

### Attività politica
Alle elezioni politiche del 2018 è eletto deputato del Movimento 5 Stelle. È membro dal 2018 della VI Commissione finanze.
Il 21 giugno 2022 abbandona il Movimento per aderire a Insieme per il futuro, a seguito della scissione guidata dal ministro Luigi Di Maio.
Il 6 aprile 2023 entra a far parte del Consiglio Nazionale di Centro Democratico di Bruno Tabacci. Il 17 aprile viene nominato Coordinatore Provinciale di Caserta del partito centrista.

## Vita privata
Si è sposato nel settembre 2019 con Marianna Iorio, anche lei deputata del M5S, da cui si è separato nel 2022